# Leichtathletik-Europameisterschaften 1974/200 m der Frauen

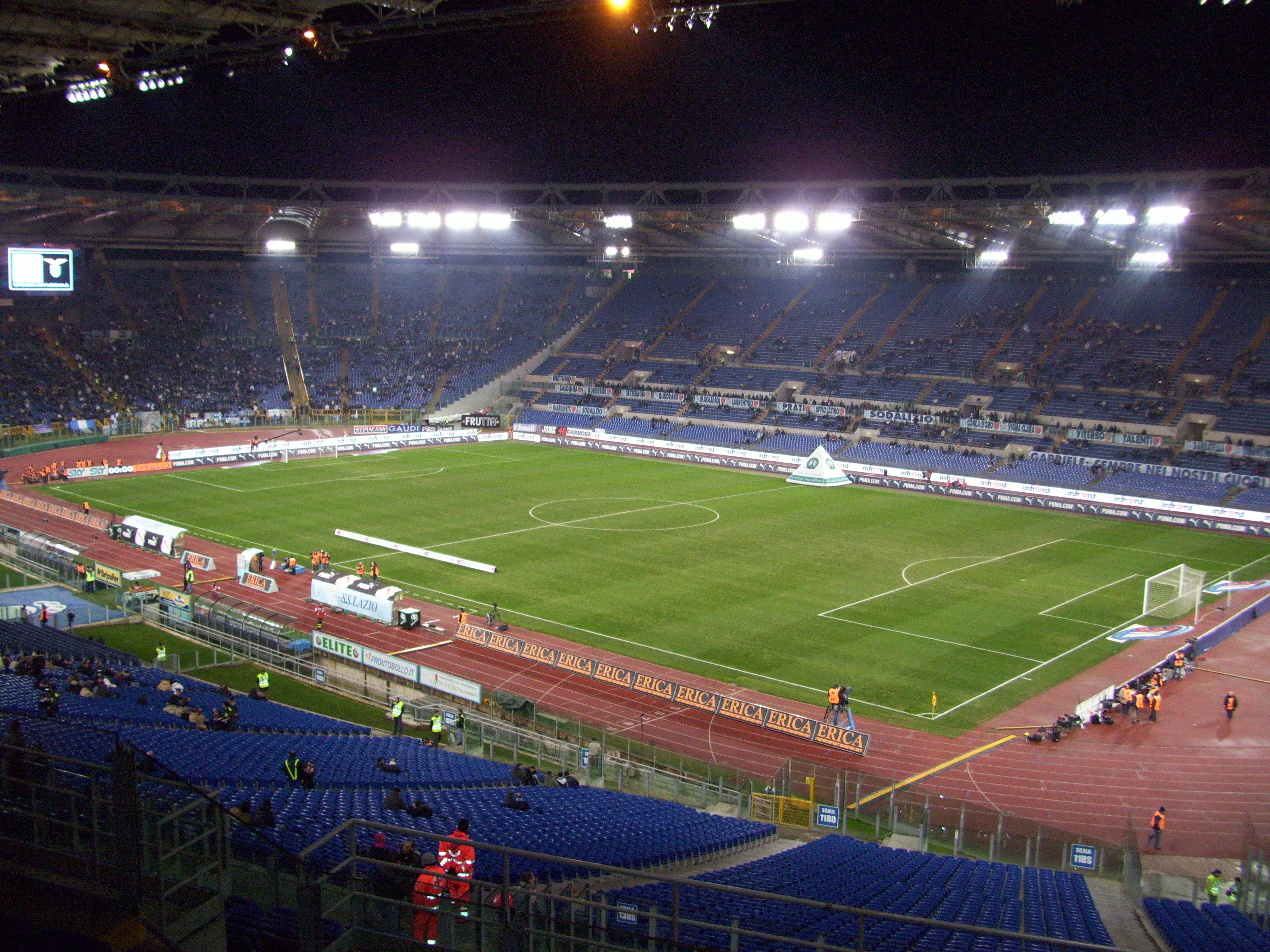
Das Olympiastadion von Rom im Jahr 2009

Der 200-Meter-Lauf der Frauen bei den Leichtathletik-Europameisterschaften 1974 wurde am 4. und 6. September 1974 im Olympiastadion von Rom ausgetragen.
Die mehrfache Olympiasiegerin und Europameisterin auf den Sprintstrecken sowie im Weitsprung Irena Szewińska aus Polen, die drei Tage zuvor auch den 100-Meter-Lauf gewonnen hatte, wurde Europameisterin. Wie im 100-Meter-Finale errang die DDR-Sprinterin Renate Stecher, Sprintdoppelolympiasiegerin von 1972 und Sprintdoppeleuropameisterin von 1971, die Silbermedaille. Bronze ging an die Finnin Mona-Lisa Pursiainen.

## Rekorde
Vorbemerkung:

In diesen Jahren gab es bei den Bestleistungen und Rekorden eine Zweiteilung. Es wurden nebeneinander handgestoppte und elektronisch ermittelte Leistungen geführt. Die offizielle Angabe der Zeiten erfolgte in der Regel noch in Zehntelsekunden, die bei Vorhandensein elektronischer Messung gerundet wurden. Allerdings verlor der in Zehntelsekunden angegebene Rekord immer mehr an Bedeutung. Ab 1977 hatte das Nebeneinander der Bestzeiten ein Ende, von da an wurde nur noch der elektronische gemessene und in Hundertstelsekunden angegebene Wert als Rekord gelistet.

### Offizielle Rekorde – Angabe in Zehntelsekunden

#### Bestehende Rekorde
| Weltrekord           | 22,1 s | Renate Stecher | Dresden, DDR (heute Deutschland) | 21. Juli 1973   |
| Europarekord         | 22,1 s | Renate Stecher | Dresden, DDR (heute Deutschland) | 21. Juli 1973   |
| Meisterschaftsrekord | 22,7 s | Renate Stecher | EM Helsinki, Finnland            | 13. August 1971 |

#### Rekordverbesserung
Die polnische Europameisterin Irena Szewińska verbesserte den bestehenden EM-Rekord im Finale am 6. September um zwei Zehntelsekunden auf 22,5 s.

### Elektronisch gemessene Rekorde

#### Bestehende Rekorde
| Weltrekord           | 22,21 s | Irena Szewińska | Potsdam, DDR (heute Deutschland) | 13. Juni 1974   |
| Europarekord         | 22,21 s | Irena Szewińska | Potsdam, DDR (heute Deutschland) | 13. Juni 1974   |
| Meisterschaftsrekord | 22,70 s | Renate Stecher  | EM Helsinki, Finnland            | 13. August 1971 |

#### Rekordverbesserung
Die polnische Europameisterin Irena Szewińska verbesserte den bestehenden EM-Rekord im Finale am 6. September um neunzehn Hundertstelsekunden auf 22,51 s.

## Legende
- CR: Championshiprekord

## Vorrunde
1. September 1974, 17:35 Uhr
Die Vorrunde wurde in vier Läufen durchgeführt. Die ersten drei Athletinnen pro Lauf – hellblau unterlegt – sowie die darüber hinaus vier schnellsten Sprinterinnen – hellgrün unterlegt – qualifizierten sich für das Halbfinale.

### Vorlauf 1
Wind: +1,0 m/s
| Platz | Name                 | Nation         | Zeit (s) |
| ----- | -------------------- | -------------- | -------- |
| 1     | Mona-Lisa Pursiainen | Finnland       | 23,13    |
| 2     | Petra Kandarr        | DDR            | 23,44    |
| 3     | Christiane Krause    | BR Deutschland | 23,51    |
| 4     | Barbara Bakulin      | Polen          | 23,56    |
| 5     | Ildikó Szabó         | Ungarn         | 23,78    |

### Vorlauf 2
Wind: −1,2 m/s
| Platz | Name              | Nation         | Zeit (s) |
| ----- | ----------------- | -------------- | -------- |
| 1     | Renate Stecher    | DDR            | 23,35    |
| 2     | Marina Sidorowa   | Sowjetunion    | 23,55    |
| 3     | Annegret Kroniger | BR Deutschland | 23,55    |
| 4     | Helen Golden      | Großbritannien | 24,02    |
| 5     | Laura Nappi       | Italien        | 24,22    |

### Vorlauf 3
Wind: ±0,0 m/s
| Platz | Name               | Nation         | Zeit (s) |
| ----- | ------------------ | -------------- | -------- |
| 1     | Ljudmila Maslakowa | Sowjetunion    | 23,45    |
| 2     | Irena Szewińska    | Polen          | 23,87    |
| 3     | Elvira Possekel    | BR Deutschland | 24,08    |
| 4     | Sharon Colyear     | Großbritannien | 24,14    |
| 5     | Sylviane Telliez   | Frankreich     | 24,41    |

### Vorlauf 4
Wind: −1,5 m/s
| Platz | Name               | Nation         | Zeit (s) |
| ----- | ------------------ | -------------- | -------- |
| 1     | Doris Maletzki     | DDR            | 23,77    |
| 2     | Wilma van den Berg | Niederlande    | 23,84    |
| 3     | Rosine Wallez      | Belgien        | 24,00    |
| 4     | Andrea Lynch       | Großbritannien | 24,22    |
| 5     | Emma Sulter        | Frankreich     | 33,92    |

## Halbfinale
6. September 1974, 16:20 Uhr
In den beiden Halbfinalläufen qualifizierten sich die jeweils ersten vier Athletinnen – hellblau unterlegt – für das Finale.

### Lauf 1

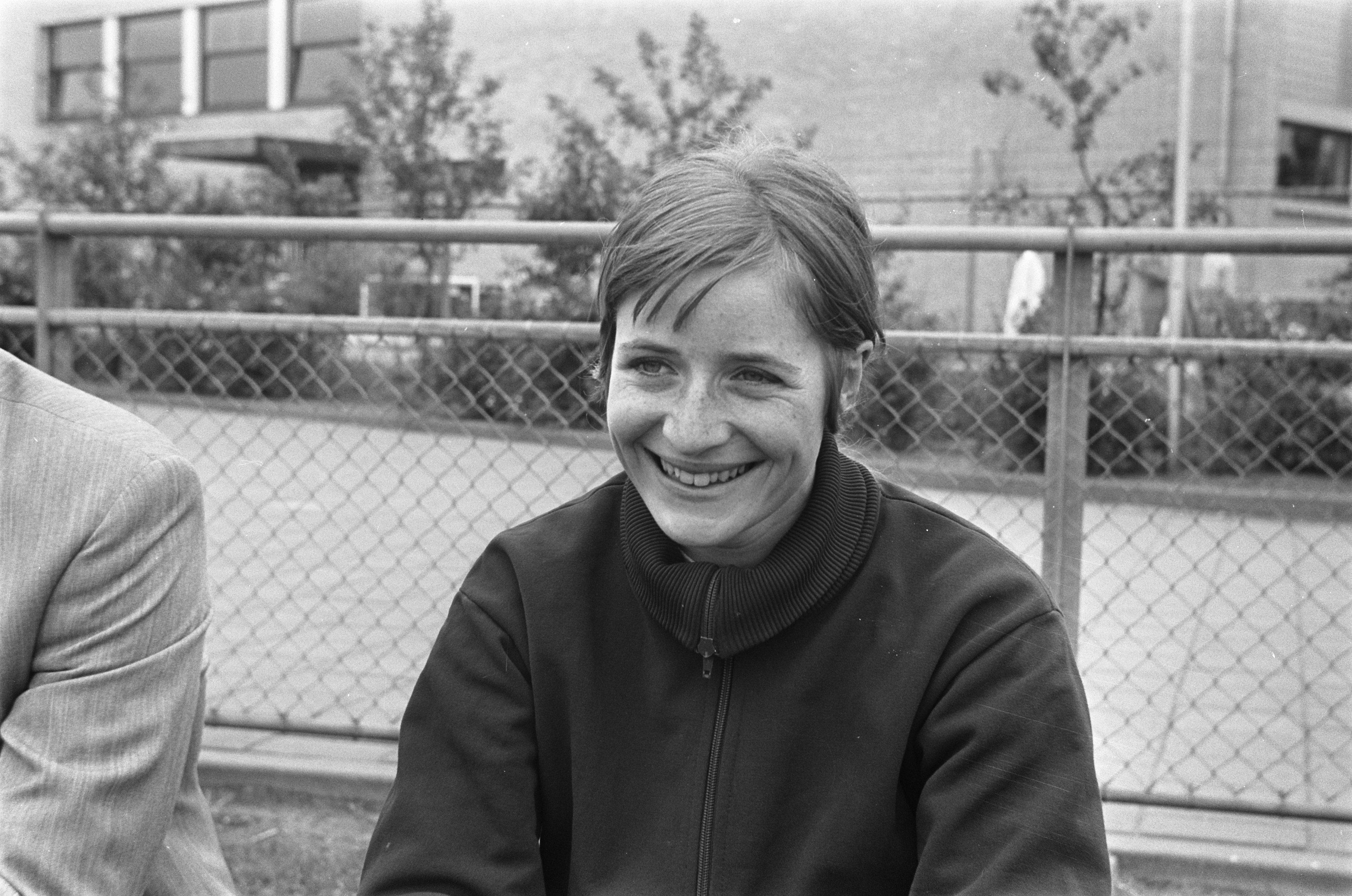
Wilma van Gool, spätere Wilma van den Berg, schied wie über 100 Meter im Halbfinale aus

Wind: −0,2 m/s
| Platz | Name               | Nation         | Zeit (s) |
| ----- | ------------------ | -------------- | -------- |
| 1     | Renate Stecher     | DDR            | 22,51    |
| 2     | Ljudmila Maslakowa | Sowjetunion    | 22,68    |
| 3     | Christiane Krause  | BR Deutschland | 23,17    |
| 4     | Helen Golden       | Großbritannien | 23,31    |
| 5     | Barbara Bakulin    | Polen          | 23,38    |
| 6     | Wilma van den Berg | Niederlande    | 23,38    |
| 7     | Doris Maletzki     | DDR            | 23,78    |
| 8     | Elvira Possekel    | BR Deutschland | 23,99    |

### Lauf 2
Wind: ±0,0 m/s
| Platz | Name                 | Nation         | Zeit (s) |
| ----- | -------------------- | -------------- | -------- |
| 1     | Irena Szewińska      | Polen          | 23,01    |
| 2     | Mona-Lisa Pursiainen | Finnland       | 23,35    |
| 3     | Annegret Kroniger    | BR Deutschland | 23,49    |
| 4     | Petra Kandarr        | DDR            | 23,54    |
| 5     | Ildikó Szabó         | Ungarn         | 23,81    |
| 6     | Sharon Colyear       | Großbritannien | 23,86    |
| 7     | Rosine Wallez        | Belgien        | 24,07    |
| 8     | Marina Sidorowa      | Sowjetunion    | 24,29    |

## Finale

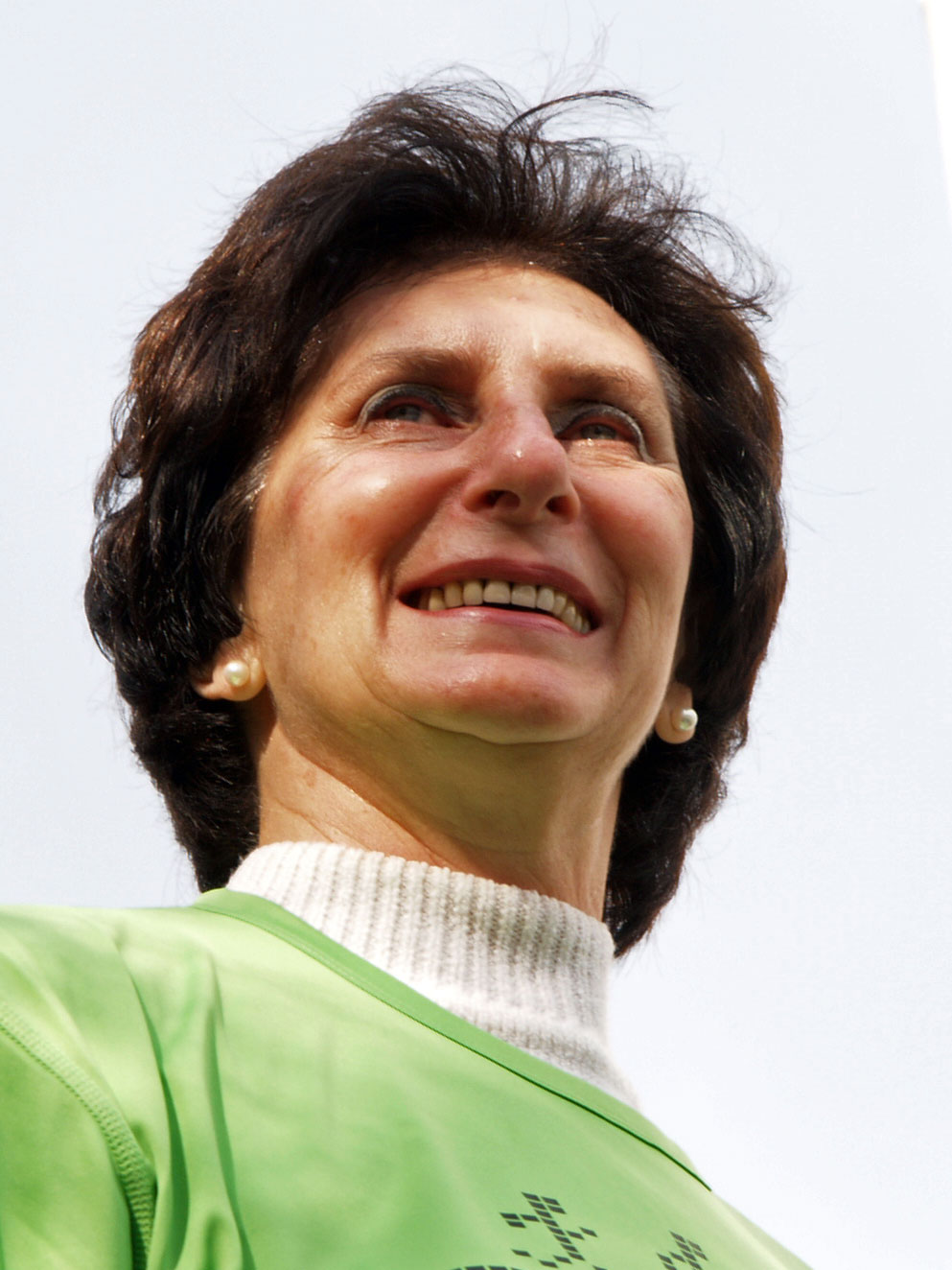
Irena Szewińska (hier im Jahr 2007), zweifache Olympiasiegerin und dreifache Europameisterin, gewann hier den 100- und 200-Meter-Lauf – 1976 errang sie Olympiagold über 400 Meter
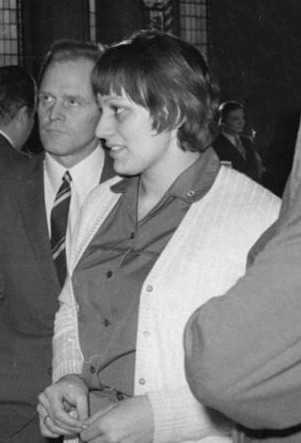
Renate Stecher, Sprintdoppelolympiasiegerin von 1972 und Sprint-Doppeleuropameisterin von 1971 wurde Vizeeuropameisterin, am Schlusstag Siegerin mit der DDR-Sprintstaffel

6. September 1974, 19:00 Uhr
Wind: −2,8 m/s
| Platz | Name                 | Nation         | Zeit (s) |
| ----- | -------------------- | -------------- | -------- |
| 1     | Irena Szewińska      | Polen          | 22,51 CR |
| 2     | Renate Stecher       | DDR            | 22,68    |
| 3     | Mona-Lisa Pursiainen | Finnland       | 23,17    |
| 4     | Ljudmila Maslakowa   | Sowjetunion    | 23,31    |
| 5     | Helen Golden         | Großbritannien | 23,38    |
| 6     | Annegret Kroniger    | BR Deutschland | 23,38    |
| 7     | Christiane Krause    | BR Deutschland | 23,78    |
| 8     | Petra Kandarr        | DDR            | 24,29    |